# Custom Killing
Custom Killing è il quarto album in studio del gruppo speed/thrash metal canadese Razor, pubblicato nel 1987.

## Tracce
1. Survival of the Fittest – 11:05
2. Shootout – 4:58
3. Forced Annihilation – 5:02
4. Last Rites – 11:06
5. Snake Eyes – 3:36
6. White Noise – 5:28
7. Going Under – 4:04
8. Russian Ballet – 0:34

## Formazione
- Stace McLaren - voce
- Dave Carlo - chitarra
- Mike Campagnolo - basso
- Mike Embro - batteria